# II Cuerpo de Paracaidistas
El II Cuerpo de Paracaidistas (Generalkommando II. Fallschirm-Korps), fue un Cuerpo de la Luftwaffe durante la Segunda Guerra Mundial.

## Historia
Ordenado su formación el 5 de noviembre de 1943 desde el XIII Cuerpo Aéreo, y completándose el 1 de febrero de 1944. Con Cuartel General cerca de París, Administración Militar en Francia en la reserva, directamente bajo el Comandante en Jefe Occidental. El Cuerpo fue prácticamente destruido en la Bolsa de Falaise en 1944. El Cuerpo fue reconstruida y es adherida al 1.º Ejército de Paracaidistas hasta el final de la guerra. Se rinde en mayo de 1945.

## Comandante general
- Generalleutnant Eugen Meindl — (5 de noviembre de 1943 - 25 de mayo de 1945)

### Jefe de Estado Mayor
- Oberst Ernst Blauensteiner — (26 de febrero de 1944 - 8 de mayo de 1945)

## Unidades del Cuerpo
- 12.º Comandante de Artillería de Paracaidistas (desde febrero de 1945)
- 2.º Batallón de Comunicaciones del Cuerpo de la Fuerza Aérea
- 2.º Batallón de Reconocimiento del Cuerpo de la Fuerza Aérea
- 2.º Regimiento de Artillería del Cuerpo de la Fuerza Aérea
- 2.º Batallón de Cañón de Asalto de la Fuerza Aérea
- 2.º Regimiento Antiaéreo de Paracaidistas
- Comandante de las Unidades de Suministro del II Cuerpo de Paracidistas

## Bases
| Julio de 1944                        | Área de Villebaudon |
| Septiembre de 1944 - octubre de 1944 | Keppeln             |
| Diciembre de 1944                    | Área de Rheydt      |
| Marzo de 1945                        | Bocholt             |

## Subordinada

### 1944
| Fecha                               | Ejército                      | Grupo de Ejércitos            | Área             |
| Febrero de 1944 - abril de 1944     | Reserva                       | Comandante en Jefe Occidental | París            |
| Mayo de 1944 - agosto de 1944       | 7.º Ejército                  | Grupo de Ejércitos B          | Normandía        |
| Septiembre de 1944                  | Desconocida                   | Desconocida                   | Desconocida      |
| Octubre de 1944 - noviembre de 1944 | 1.º Ejército de Paracaidistas | Grupo de Ejércitos B          | Reino de Holanda |
| Diciembre de 1944 - marzo de 1945   | 1.º Ejército de Paracaidistas | Grupo de Ejércitos H          | Baja Reine       |

### 1945
| Fecha         | Ejército                      | Grupo de Ejércitos          | Área             |
| Enero de 1945 | 1.º Ejército de Paracaidistas | Grupo de Ejércitos H        | Reino de Holanda |
| Abril de 1945 | 1.º Ejército de Paracaidistas | Comandante Superior Noreste | Ems, Weser       |